# تشاد الفرنسية

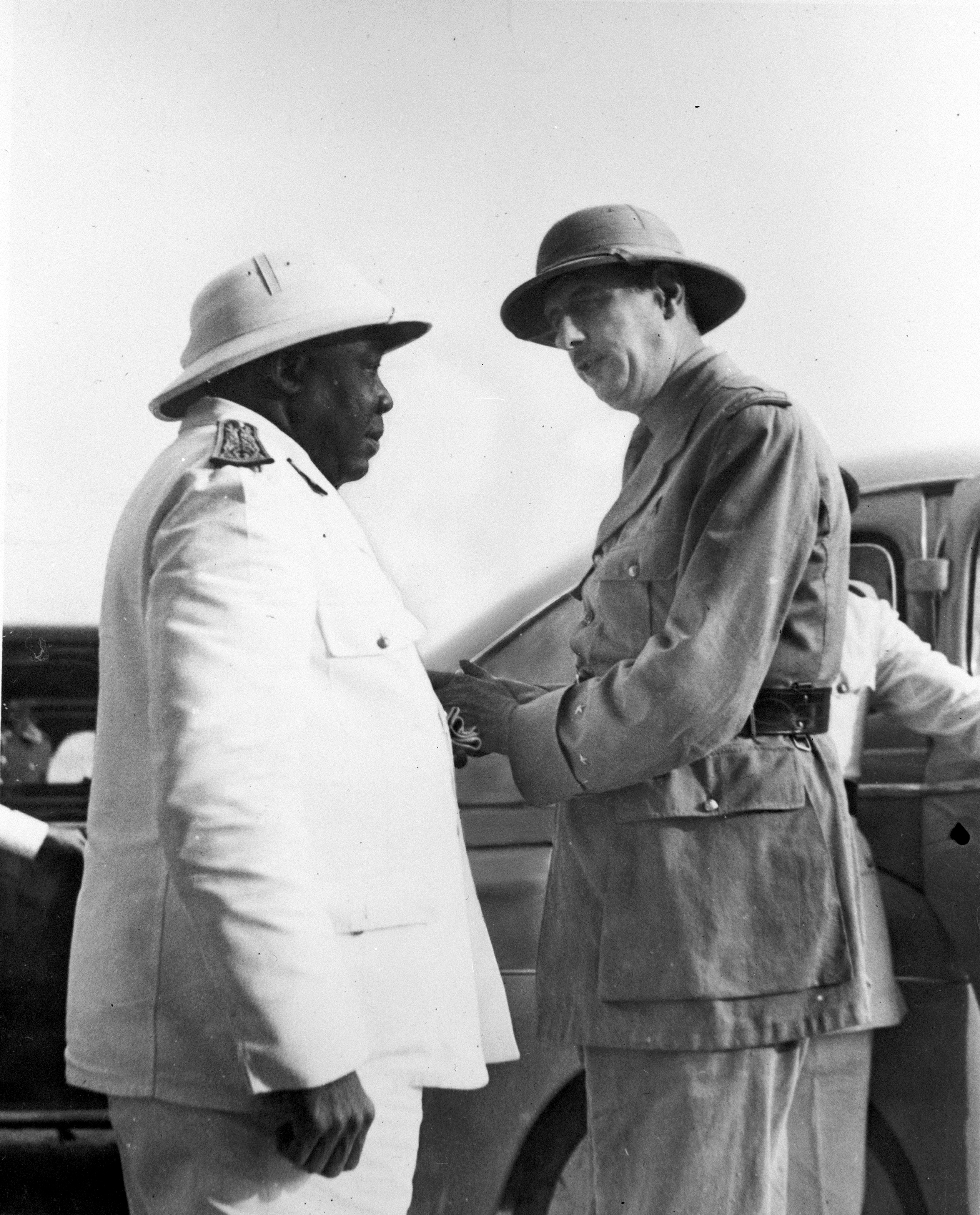
الحاكم العام فيلكس إيبويه يرحب بشارل ديغول في تشاد

كانت تشاد جزءً من الإمبراطورية الاستعمارية الفرنسية من عام 1900 إلى عام 1960. بدأ الحكم الاستعماري تحت الحكم الفرنسي في عام 1900 عندما تم إنشاء الإقليم العسكري لتشاد. ارتبطت تشاد منذ عام 1905 باتحاد الممتلكات الاستعمارية الفرنسية في وسط أفريقيا، والذي عرف منذ عام 1910 باسم أفريقيا الاستوائية الفرنسية. لقد مرت تشاد في عام 1920 إلى الإدارة المدنية الفرنسية، لكنها عانت من الإهمال المزمن.
تميزت تشاد في عام 1940 لكونها، تحت حكم فيلكس إيبويه، أول مستعمرة فرنسية تتجمع إلى جانب فرنسا الحرة. سمح الفرنسيون بعد الحرب العالمية الثانية بقدر محدود من تمثيل السكان الأفارقة، مما مهد الطريق إلى الصدام على الساحة السياسية بين الحزب التقدمي التشادي الجنوبي، والاتحاد الديمقراطي التشادي الإسلاموي المحافظ. وفي النهاية، انتصر الحزب التقدمي وجلب الاستقلال للبلاد في عام 1960 تحت قيادة فرنسوا تومبالباي.

## الاحتلال الفرنسي
ازداد الاهتمام الأوروبي بأفريقيا بشكل عام خلال القرن التاسع عشر. وبحلول عام 1887، دفعت فرنسا بالبحث عن الثروة إلى الداخل من مستوطناتها على الساحل الغربي لوسط أفريقيا للمطالبة بإقليم أوبانغي شاري (جمهورية أفريقيا الوسطى الحالية). ادعت فرنسا أن هذه المنطقة منطقة نفوذ فرنسي، وفي غضون عامين احتلت جزءً مما هو الآن جنوب تشاد. وفي وقت مبكر من تسعينات القرن التاسع عشر، واجهت الحملات العسكرية الفرنسية، المرسلة إلى تشاد، قوات رابح بن الزبير، الذي كان ينفذ غارات الرقيق (الغزو) في جنوب تشاد طوال تسعينات القرن التاسع عشر ونهب مستوطنات برنو، وباقرمي، وسلطنة وداي. وبعد سنوات من الاشتباكات غير الحاسمة، هزمت القوات الفرنسية أخيرًا رابح بن الزبير في معركة كوسيري عام 1900. وفي السنوات التالية، توسّع الفرنسيون تدريجيًا في شرق وشمال تشاد، وواجهوا مقاومة شديدة كما حدث أثناء حرب وداي وفي تيبستي وبوركو.
احتلت فرنسا آخر الأنظمة السياسية المستقلة في تشاد عام 1917، وهزمت آخر حركات التمرد المحلية الرئيسية بحلول عام 1920.

## الإدارة الاستعمارية
سيطر موضوعان أساسيان على تجربة تشاد الاستعمارية مع الفرنسيين. كان أولهما؛ غياب السياسات المصممة لتوحيد الإقليم ووتيرة التحديث البطيئة بشكل استثنائي. احتلت مستعمرة تشاد في سلم الأولويات الفرنسي مرتبة قريبة من القاع، فقد كانت أقل أهمية من الأراضي غير الأفريقية أو شمال أفريقيا أو غرب أفريقيا أو حتى الممتلكات الفرنسية الأخرى في وسط أفريقيا. أصبح الفرنسيون ينظرون إلى تشاد في المقام الأول على أنها مصدر للقطن الخام والعمالة غير المدربة لاستخدامها في المستعمرات الأكثر إنتاجية في الجنوب. في داخل تشاد، لم تكن هناك الإرادة ولا الموارد للقيام بأكثر من مجرد الحفاظ على مظهر من مظاهر القانون والنظام. وفي الواقع، فقد كانت هذه الوظيفة الأساسية للحكم مهملة في كثير من الأحيان؛ خلال الفترة الاستعمارية، لم تُحكم مناطق شاسعة من تشاد بشكل فعال من انجمينا (كانت تسمى فورت لامي قبل سبتمبر 1973).
ارتبطت تشاد في عام 1905 بثلاث مستعمرات فرنسية في الجنوب - أوبانغي شاري، والكونغو الوسطى (الكونغو الحالية برازافيل)، والغابون. لكن تشاد لم تحصل على وضع مستعمرة منفصلة أو سياسة إدارية موحدة حتى عام 1920. كانت المستعمرات الأربع تدار معًا باسم أفريقيا الاستوائية الفرنسية تحت إشراف الحاكم العام المتمركز في برازافيل. كان للحاكم العام سيطرة إدارية واسعة على الاتحاد، بما في ذلك الأمن الخارجي والداخلي، والشؤون الاقتصادية والمالية، وجميع الاتصالات مع وزير المستعمرات الفرنسي. كان من المتوقع أن يقوم حكام الولايات، المعيّنون أيضًا من قبل الحكومة الفرنسية، بتنفيذ أوامر الحاكم العام في كل مستعمرة. سيطرت الإدارة المركزية في برازافيل بشدة على نواب الحكام رغم الجهود الإصلاحية نحو اللامركزية بين عامي 1910 و1946. كان نائب حاكم تشاد يتمتع بقدر أكبر من الاستقلالية بسبب البعد عن برازافيل وبسبب اهتمام فرنسا الأكبر بالمستعمرات الثلاث الأخرى. أما عن عدد القوات المنتشرة في البلاد، فقد كانت هناك ثلاث كتائب بإجمالي حوالي 3000 جندي.
كانت خطوط السيطرة من برازافيل، رغم ضعفها، لا تزال أقوى من تلك التي من انجمينا إلى المناطق النائية. وفي منطقة منطقة بوركو إنيدي تيبستي الضخمة، توصل عدد قليل من المسؤولين العسكريين الفرنسيين إلى اتفاق ضمني مع سكان الصحراء؛ فطالما ظلت مسارات القوافل آمنة نسبيًا وتم تحقيق الحد الأدنى من القانون والنظام، فإن الإدارة العسكرية (التي يقع مقرها في فايا لارجو) ستترك الناس وشأنهم. كان الحكم الفرنسي في وسط تشاد أكثر جوهرية بقليل. وفي محافظتي وادي وبلتين، استمرت المقاومة المستوطنة ضد الفرنسيين، وفي بعض الحالات، ضد أي سلطة حاولت قمع اللصوصية. أشرفت الإدارة الاستعمارية قليلة الموظفين بشكل ضعيف فقط على كانم القاحلة والمناطق ذات الكثافة السكانية المنخفضة من محافظات غيرا وسلامات. استمرت موسيقى الراز القديمة في عشرينيات القرن الماضي، وقد ورد في عام 1923 أن مجموعة من المسلمين السنغاليين في طريقهم إلى مكة قد تم الهجوم عليهم وبيعهم كعبيد. ولكونها غير راغبة في إنفاق الموارد اللازمة للإدارة الفعالة، فقد ردت الحكومة الفرنسية بإكراه متقطع واعتماد متزايد على الحكم غير المباشر من خلال السلطنات.
تمكنت فرنسا من حكم الجنوب فقط بشكل فعال، ولكن حتى عام 1946 جاءت التوجيهات الإدارية من بانغي في أوبانغي شاري بدلًا من انجمينا. وعلى عكس شمال ووسط تشاد، فقد تم إنشاء نظام استعماري فرنسي للإدارة المدنية المباشرة بين مجموعة سارا الإثنية الجنوبية وجيرانهم. أيضًا، وعلى عكس بقية تشاد، حدث مستوى متواضع من التنمية الاقتصادية في الجنوب بسبب إدخال إنتاج القطن على نطاق واسع في عام 1929. كما عززت التحويلات والمعاشات للجنوبيين الذين خدموا في الجيش الفرنسي الرفاه الاقتصادي.
لكن حتى مزايا الدخل والمدارس والطرق فشلت في كسب التأييد الشعبي للفرنسيين في الجنوب. فبالإضافة إلى المظالم السابقة، مثل العتالة القسرية (التي أودت بحياة الآلاف) وإعادة التوطين في القرى، استاء المزارعون الجنوبيون من الحصص الإلزامية لإنتاج القطن، التي اشترتها فرنسا بأسعار منخفضة بشكل مصطنع. كما زاد الزعماء المحميون من الحكومة في استغلال هذا الوضع. كان زعماء القبائل مستائين أكثر لأنهم كانوا عمومًا من إبداعات الفرنسيين المصطنعة في منطقة شعوب ليس لها دولة سابقًا. بدأت هذه القواسم المشتركة في المعاملة والإطار التنظيمي الاستعماري في خلق إحساس بإثنية سارا بين الأشخاص الذين كانت هوياتهم الجماعية في السابق مقتصرة على مجموعات القرابة الصغيرة.
ومع أن فرنسا قد بذلت جهودًا كبيرة خلال غزو تشاد، إلا أن الإدارة اللاحقة للإقليم كانت فاترة. قاوم المسؤولون في الخدمة الاستعمارية الفرنسية التعيينات في تشاد، لذلك غالبًا ما كانت المناصب تذهب إلى المبتدئين أو المسؤولين غير المحظوظين. خلص أحد مؤرخي الإمبراطورية الفرنسية إلى أنه كان من المستحيل تقريبًا أن يكون المرء مجنونًا أو فاسدًا لدرجة لا يمكن اعتباره غير لائق للخدمة في تشاد. ومع ذلك، حدثت فضائح كبرى بشكل دوري، وظلت العديد من الوظائف شاغرة. وفي عام 1928، على سبيل المثال، افتقرت 42% من التقسيمات التشادية إلى المسؤولين الرسميين.
وقع حدث في عام 1935 كان من المقرر أن يكون له عواقب بعيدة المدى خلال السبعينات والثمانينات حين تفاوضت الإدارة الاستعمارية الفرنسية على تعديل الحدود مع إيطاليا، التي كانت تستعمر ليبيا. كان من شأن التعديل نقل الحدود الليبية التشادية على بعد حوالي 100 كيلومتر جنوبًا عبر قطاع أوزو. ومع أن المجلس التشريعي الفرنسي لم يصادق على الاتفاقية أبدًا، إلا أن المفاوضات شكلت جزءً من أساس مطالبة ليبيا بالمنطقة بعد عقود.

## فيلكس إيبويه
في عام 1940 تشاد أصبحت بارزة على الصعيد الدولي حين قاد نائب حاكمها، فيلكس إيبويه بقية اتحاد أفريقيا الاستوائية الفرنسية لدعم فرنسا الحرة تحت شارل ديغول بدلًا من حكومة فرنسا الفيشية. أصبحت تشاد قاعدة غزو نفذه العقيد جاك لوكلير لفزان (1940 – 1943)، وأصبحت الحلقة بأكملها أساسًا لرابطة عاطفية دائمة بين تشاد وفرنسا من جيل ديغول. تدفقت الأموال والاهتمام إلى تشاد أكثر من أي وقت مضى، وأصبح إيبويه الحاكم العام للاتحاد بأكمله في نوفمبر 1940.
ولد إيبويه في غويانا الفرنسية لأبوين أفريقيين وأوروبيين مختلطين، وكان مهتمًا بشدة بمشاكل التفكك الثقافي الناتج عن التحديث غير المنضبط في أفريقيا. لقد عمل على إعادة السلطة إلى القادة التقليديين الأصيلين أثناء تدريبهم على التقنيات الإدارية الحديثة. لقد أدرك مكانًا للمهنيين الأفارقة من الطبقة المتوسطة في المدن، لكنه عارض هجرة العمال إلى المدن، ودعم بدلًا من ذلك إنشاء صناعات ريفية متكاملة حيث يمكن للعمال البقاء مع أسرهم. وعندما توفي إيبويه عام 1944، فقد الاتحاد مصدرًا رئيسيًا للأفكار التقدمية، وفقدت تشاد زعيمًا له تأثير كبير في فرنسا.

## التجمع الإقليمي تحت فرنسا
رفض الناخبون الفرنسيون العديد من الأفكار التقدمية لإيبويه وآخرين بعد انتهاء الحرب العالمية الثانية. ومع ذلك، فإن الدستور الذي تمت الموافقة عليه في عام 1946 منح تشاد والمستعمرات الأفريقية الأخرى الحق في انتخاب جمعية إقليمية ذات سلطات محدودة، والتي انتخبت بدورها مندوبين في المجلس العام الفرنسي لكل الاتحاد. أعيد تعيين منصب الحاكم العام كمفوض سام، وحصل كل إقليم على الحق في انتخاب ممثلين في الهيئات البرلمانية الفرنسية، بما في ذلك الجمعية الوطنية ومجلس الجمهورية ومجلس الاتحاد الفرنسي. صار للشعوب الأفريقية حق المواطنة الفرنسية، وتم اعتبار المستعمرات أقاليم فرنسية وراء البحار. ومع ذلك، فقد ظل مركز السلطة الحقيقي في باريس، لأن إصلاحات عام 1946 أجازت وجود نظام جامعي مزدوج للتصويت، مع نظام مخصص للأوروبيين في تشاد حيث لم يكن بإمكان الأفارقة التصويت إلا لجامعة السكان الأصليين. استمر الأفراد الفرنسيون في السيطرة على إدارة أفريقيا الاستوائية الفرنسية. لم تُبذل أي محاولة رسمية لتدريب الأفارقة التشاديين على مناصب الخدمة المدنية قبل عام 1955. وعلى الجانب المشرق، فقد ألغت إصلاحات عام 1946 العمل الجبري.

## السياسة المحلية
هيمنت القوى السياسية الناشئة في فرنسا حتى أوائل الخمسينات من القرن الماضي على تطور السياسة في تشاد. فاز أعضاء الاتحاد الديمقراطي التشادي في الانتخابات المحلية، الذي تأسس عام 1946، والذي ارتبط بحزب سياسي في فرنسا، هو تجمع الشعب الفرنسي الديغولي. كان الاتحاد الديمقراطي للعمال يمثل المصالح التجارية الفرنسية وكتلة من الزعماء التقليديين تتألف في الأساس من نبلاء المسلمين والوادايين. بدأ المجتمع الأوروبي في تشاد ممارسة استخدام الخدمة المدنية لأغراض سياسية حزبية؛ سرعان ما وجد موظفو الخدمة المدنية الأفارقة الذين تم تحديدهم مع المنظمات المعارضة للاتحاد الديمقراطي أنفسهم مفصولين أو منقولين إلى مناصب بعيدة، فعلى سبيل المثال فقد فرنسوا تومبالباي (تولى منصب الرئيس في وقت لاحق) وظيفته باعتباره معلم وانتهى بصنع الطوب يدويًا بسبب وضعه الأنشطة النقابية ودوره في المعارضة مع الحزب التقدمي التشادي.
ومع ذلك، بحلول عام 1953، أصبحت السياسة أقل هيمنةً على أوروبا، وبرز الحزب التقدمي كمنافس رئيسي للاتحاد الديمقراطي. كان غابرييل ليزيت زعيم الحزب التقدمي، وهو مسؤول استعماري، أسود وُلد في بنما وتم إرساله إلى تشاد عام 1946. انتُخب كنائب في الجمعية الوطنية الفرنسية، واختير لاحقًا كأمينًا عامًا للتجمع الديمقراطي الأفريقي، وهو حزب ذو توجه ماركسي عابر للحدود يعتبر راديكاليًا تمامًا في ذلك الوقت. لقد نشأ الحزب التقدمي كفرع إقليمي لقانون التمييز العنصري وسرعان ما أصبح الأداة السياسية للمفكرين غير المسلمين في البلاد. اعتبر الحكام التقليديون أن الحزب التقدمي يتعارض مع مصالحهم وأدركوا أن التجمع الإقليمي المحلي يمكن أن يؤثر سلبًا على إيراداتهم وقوتهم. أقنعت هذه العوامل الحكام التقليديين بأن يصبحوا أكثر نشاطًا في الاتحاد الديمقراطي، الذي غير اسمه في أواخر الخمسينات من القرن الماضي إلى حزب العمل الاجتماعي التشادي بسبب الانقسامات الداخلية.
ومع تغير أسماء الأحزاب بشكل متكرر وحدوث انقسامات طائفية دراماتيكية خلال الخمسينات من القرن الماضي، كانت المنافسة الانتخابية أساسًا بين ثلاث كتل سياسية: الاتحاد الديمقراطي [حزب العمل] والحزب التقدمي وحلفاء أحمد كلام الله من محافظتي شاري باقرمي وكانم. لقد قام كلام الله، لكونه سياسيًا ذكيًا وزعيمًا كاريزماتيًا لجماعة الإخوان الإسلامية التيجانية في تشاد، بحملات في أوقات وأماكن مختلفة كعضويته في طبقة نبلاء باقرمي (كان ابنًا وحيدًا للسلطان)، وكزعيم اشتراكي راديكالي، وكأصولي مسلم متشدد. ونتيجةً لذلك، كانت السياسة في الخمسينات من القرن الماضي صراعًا بين الجنوب، الذي دعم في الغالب الحزب التقدمي، وحزام الساحل المسلم، الذي فضّل الاتحاد الديمقراطي [حزب العمل]. لعب كلام الله دورًا تخريبيًا بشكل عام في الوسط.

## زيادة الحكم الذاتي
في عام 1956، أقرت الجمعية الوطنية الفرنسية قانون الكادر (القانون التمكيني)، المعروف باسم قانون الإصلاح الخارجي، والذي زاد الحكم الذاتي لتشاد والأراضي الأفريقية الأخرى. أدت الإصلاحات الانتخابية إلى توسيع نطاق مجموعة الناخبين المؤهلين، وبدأت السلطة في التحول من المناطق التشادية الشمالية والوسطى قليلة الاستقرار إلى الجنوب الأكثر كثافة سكانية. أصبح الحزب التقدمي أقل تشددًا، وحصل على دعم زعماء الجنوب وأعضاء الإدارة الاستعمارية الفرنسية، ولكن من دون دعم المصالح التجارية الفرنسية الخاصة. وفي انتخابات عام 1957 التي جرت في 31 مارس، حصل الحزب التقدمي على 32 مقعدًا؛ لقد حصل حلفاؤه، الحزب الاشتراكي التشادي المستقل والاتحاد الديمقراطي، على 15 مقعدًا؛ حصل تجمع المستقلين التشاديين والزراعيين، وهو فرع من حزب العمل على 9؛ وحصل حزب العمل على 8، وذهب المقعد الأخير إلى مرشح مستقل. نتيجة لهذا الانتصار، شكلت ليزييت والحزب التقدمي أول حكومة أفريقية في تشاد. كما حافظ الحزب على الأغلبية لعام واحد، قبل أن تسحب الفصائل التي تمثل الزعماء التقليديين دعمها من حكومته الائتلافية.

## الاتحاد الفرنسي مقابل الاستقلال الكامل
في سبتمبر 1958، شارك الناخبون في جميع الأراضي الفرنسية بأفريقيا في استفتاء على دستور الجمهورية الخامسة، الذي صيغ في عهد ديغول. ولأسباب سياسية واقتصادية متنوعة، دعمت معظم الجماعات السياسية في تشاد الدستور الجديد، وصوتت جميعها لصالح قرار يدعو إلى أن تصبح تشاد جمهورية ذات حكم ذاتي داخل المجتمع الفرنسي. صوتت أقاليم أفريقيا الاستوائية الفرنسية الثلاثة الأخرى بالمثل، وفي نوفمبر 1958 تم إنهاء أفريقيا الاستوائية الفرنسية رسميًا. لقد استمر التنسيق بشأن قضايا مثل الجمارك والعملات بين الأقاليم الأربعة من خلال اتفاقيات مكتوبة أو على أساس مخصص. ومع ذلك، أيد بعض التشاديين إنشاء اتحاد فرنسي أقوى بدلًا من الاستقلال. كان المؤيد الرئيسي لهذا الاقتراح برتلماي بوغندا من أوبانغي شاري، لكن وفاته في عام 1959 ومعارضة الغابون الشديدة أسفرت عن استقلال سياسي على أساس منفصل لجميع الجمهوريات الأربع.
بعد انهيار تحالف ليزيت في أوائل عام 1959، حكم تحالفان آخران لفترة وجيزة. ثم في مارس عاد الحزب التقدمي إلى السلطة، هذه المرة بقيادة تومبالباي، زعيم نقابي ونائب من محافظة موين شاري. أصبح ليزيت، الذي تم تقويض سلطته بسبب أصوله غير الأفريقية، نائبًا لرئيس الوزراء المسؤول عن التنسيق الاقتصادي والعلاقات الدولية. سرعان ما عزز تومبالباي الدعم السياسي الكافي من الجنوب والشمال لعزل المعارضة في مجموعة من القادة المسلمين المحافظين من وسط تشاد. شكلت المجموعة الأخيرة حزبًا سياسيًا في يناير عام 1960، لكن تمثيلها البرلماني انخفض بشكل مطرد حيث استدعى تومبالباي الأعضاء الأفراد إلى الحزب التقدمي. وبحلول الاستقلال في أغسطس 1960، كان الحزب التقدمي والجنوب قد حققا الهيمنة بشكل واضح، لكن مهارات تومبالباي السياسية جعلت من الممكن للمراقبين التحدث بتفاؤل حول إمكانية بناء تحالف عريض القاعدة للقوى السياسية.